# جيسي هسندريكس
جيسي هسندريكس (بالإنجليزية: Jesse Hendrix)‏ هو لاعب كرة قدم أمريكية ولاعب كرة قدم كندية أمريكي، ولد في 19 أغسطس 1982.

## وصلات خارجية
- جيسي هسندريكس على موقع JustSportsStats.com (الإنجليزية)